# 시오쓰촌 (시가현)
시오쓰촌(塩津村)은 시가현 이카군에 설치되었던 촌이다.